# Maccarese Nord
Marccarese Nord bezeichnet die 43. Zone, abgekürzt als Z.XLIII, der italienischen Hauptstadt Rom. Im Gegensatz zu den Rioni, Quartieri und Suburbi sind es die ländlicheren Gebiete von Rom. Sie gehört zum Municipio XII und zählt keine Einwohner (2016). Sie befindet sich im Südwesten der Stadt innerhalb der römischen Ringautobahn A90 und hat eine Fläche von 1,2197 km². Sie grenzt im Osten an Castel di Guido und an den anderen Seite an Fiumicino.

## Geschichte
Marccarese Nord wurde am 13. September 1961 durch Beschluss des Commissario Straordinario gegründet. Damals wurde der Ager Romanus in 59 Zonen geteilt, denen eine römische Zahl zugeteilt und ein Z vorgestellt wurde. Davon wurden sechs an die neugegründete Gemeinde Fiumicino komplett ausgegliedert und drei weitere teilweise.
Als die neue Gemeinde Fiumicino 1992 gegründet wurde, erhielt diese einen Großteil der Fläche von Marccarese Nord. 